# Меликов, Рамиз Агарза оглы
Рамиз Агарза оглы Меликов (4 августа 1943, Баку — 14 декабря 2023, Баку) — азербайджанский актёр театра и кино, Народный артист Азербайджанской Республики (1998), лауреат Государственной премии Азербайджанской ССР (1984).

## Биография
Рамиз Меликов родился 4 августа 1943 года в Баку. В 1963 году он поступил на факультет драмы и кино актёрского мастерства Азербайджанского государственного театрального института имени Мирзы Ага Алиева. Учился у Рзы Тахмасиба, Тофига Кязимова и Малика Дадашева. Это высшее учебное заведение он окончил в 1967 году.
В 1967 году актёр вошел в труппу Академического национального драматического театра.
Помимо актёрской работы, работал режиссёром и ассистентом режиссёра при подготовке своих пьес: «Ясты тепе» Экрама Айлисли (художественный руководитель Тофик Кязимов), «Незнакомец» Леонарда Франко (художественный руководитель Орудж Гурбанов), «Хуршидбану Натаван» Ильяса Эфендиева (художественный руководитель Марахим Фарзалибеков) и других.
Рамиз Малик играл в таких постановках, как «Город Востока» (Бахруз) Энвера Мамедханлы, «Если не веришь…» (Адил) Алибалы Гаджизаде, «У кого есть вопрос?» Наримана Гасанзаде. 
Долгое время страдал онкологическим заболеванием. Скончался 14 декабря 2023 года. Похоронен на II Аллее почётного захоронения в Баку.

## Награды
- Заслуженный артист Азербайджанской ССР (1 декабря 1982 года)
- Государственная премия Азербайджанской ССР (1984 год)
- Народный артист Азербайджана (24 мая 1998 года) — за большие заслуги в развитии азербайджанской культуры[2]
- Медаль «Артист», учрежденная Союзом театральных деятелей Азербайджана
- Премия «Джафара Джаббарлы» (2010 год)[3]
- Орден «Слава» (29 октября 2019 года) — по случаю 100-летнего юбилея Азербайджанского государственного академического национального драматического театра и за заслуги в развитии театрального искусства в Азербайджане[4]
- Почётный диплом Президента Азербайджанской Республики (14 августа 2023 года) — за многолетнюю плодотворную деятельность в развитии театрального искусства в Азербайджане[5]
- Являлся индивидуальным стипендиатом Президента Азербайджанской Республики (1 апреля 2005 года)[6].

## Роли на театральной сцене
1. Марсель («Гамлет», Уильям Шекспир),
2. Акшин («Невеста огня», Джафар Джаббарлы),
3. Барат («Алмаз», Джафар Джаббарлы),
4. Лейтенант («Песня осталась в горах», Ильяс Эфендиев),
5. Микаилов («Хуршидбану Натаван», Ильяс Эфендиев),
6. Маис («Место влюбленных в аду», Ильяс Эфендиев),
7. Теймур («Плоский холм», Акрам Айлисли),
8. Вальтер («Незнакомец», Л. Франк),
9. Ариф («Иблис», Гусейн Джавид),
10. Жан («Мёртвые без погребения», Ж. П. Сартр),
11. Тогрул («Атабейлар», Нариман Гасанзаде),
12. Антоний («Игра теней», Ю. Эдлис),
13. Секретарь («Ночью стучатся двери», Наби Хазри),
14. Дулу Хаган («Меч, который режет себя», Бахтияр Вахабзаде),
15. Уильямс («Череп», Назым Хикмет),
16. Беглец Сулейман («Воскресший человек», Исмаил Шихлы),
17. Иванов («Яшар», Джафар Джаббарлы).

## Фильмография
1. Улдуз (фильм, 1964)
2. Следствие продолжается (фильм, 1966)
3. Чернушка (фильм, 1966) (фильм, киноальманах)
4. Битва в горах (фильм, 1967)
5. Именем закона (фильм, 1968)
6. Красавицей я не была (фильм, 1968)
7. В этом южном городе (фильм, 1969)
8. Ищите девушку (фильм, 1970) — роль: Зия
9. Семеро сыновей моих (фильм, 1970)
10. Главное интервью (фильм, 1971) — роль: корреспондент
11. Последний перевал (фильм, 1971) (полнометражный художественный фильм)
12. Насими (фильм, 1973) — роль: заговорщик (нет в титрах)
13. Твой первый час (фильм, 1973)
14. Попутный ветер (фильм, 1973) - офицер
15. В Баку дуют ветры (фильм, 1974)
16. Мститель из Гянджабасара (фильм, 1974)
17. Тысяча первая гастроль (фильм, 1974) (художественный фильм)
18. Звук свирели (фильм, 1975)
19. Бухта Радости (фильм, 1977) — роль: Асанов
20. День рождения (фильм, 1977) (художественный фильм)
21. Оазис в огне (фильм, 1978)
22. Допрос (фильм, 1979) — роль: милиционер
23. Бабек (фильм, 1979) — роль: Сахл Ибн Сумбат
24. Я ещё вернусь (фильм, 1980)
25. Только остров не возьмёшь с собой (фильм, 1980) — роль: папа Наили
26. Парк (фильм, 1983)
27. Невинный Абдулла (фильм, 1984)
28. Замкнутая орбита (фильм, 1984)
29. Рыцари чёрного озера (фильм, 1984) — роль: подпоручик
30. Ждите знака с моря (фильм, 1986)
31. В безвестности… (фильм, 1986)
32. Единственный (фильм, 1986) — роль: Юсифов
33. Наказание (фильм, 1986)
34. Окно печали (фильм, 1986) — роль: Джавуш
35. Другая жизнь (фильм, 1987)
36. Арагарышдыран (фильм, 1987)
37. Дьявол на виду (фильм, 1987)
38. Непогребенные мертвецы (фильм 1988 года)
39. Родные берега (фильм, 1989)
40. Мерзавец (фильм, 1989)
41. Девушка-свидетель (фильм, 1990)
42. Стена (фильм, 1991)
43. Газельхан (фильм, 1991)
44. Суд (фильм, 1994)
45. Лебединая любовь (1995)
46. Надежда (фильм, 1995)
47. Последняя битва (фильм, 1996)
48. Рассвет Востока — Бахруз
49. Так сложилась судьба (фильм, 1996)
50. Всадники Аттилы (фильм, 2002)
51. Белая жизнь (фильм, 2003)
52. Момент истины (фильм, 2003)
53. Разрушенные мосты (фильм, 1996)
54. Иерусалим (фильм, 2007)
55. Заключённые (фильм, 2007)
56. Доброе утро, мой ангел! (фильм, 2008)
57. Если не веришь… — Адиль
58. Бегство в Стамбул (фильм, 2010)
59. У кого есть вопрос?
60. Махмуд и Марьям (фильм, 2013)